# 东新民路东首越界筑路案
东新民路东首越界筑路案，是指1921年底至1922年初，因上海公共租界工部局修筑福生路（今罗浮路）以致越界筑路而形成的外交事件。事件最初由于华界的华人业主为使自有物业升值，私自联络工部局进行筑路而引发。一度形成租界与华界的紧张对峙，最终在外交部特派驻沪交涉员公署和驻沪领事团的磋商下，以停止筑路告终。

## 背景
东新民路东首，原有乡间小道连接龚家宅附近小路直抵虬江，但路况较差。其路及两旁为广东籍买办潘明训等八人持有。1921年，公共租界工部局开始辟筑靶子路（今武进路）至东新民路的道路，并命名为福生路。潘明训等所持有的土地，位于东新民路最东部的北侧，地理上属于华界区域。在当时，地产商有选购毗连租界之华界土地的情况。一则地价较租界便宜，二则可通过委托工部局筑路使之成为越界筑路区反过来提升持有华界土地的价值。为此，潘明训等八人在英国领事馆注册一家名为六合公司的企业，拟将该地由华界地契转变为租界道契，并允以筑路权力。工部局得允后，在会丈局未完成道契变更之时，先行在此处设立工部局地产注册界石。

## 发生经过

### 起因
9月22日，工部局的注册界石被拔除，有部分被替换为沪北工巡捐局界石，工部局又随即进行了清除。10月11日，沪北工巡捐局收到外交部特派驻沪交涉员公署转来上海会丈局的公文，称在进行道契变更丈量时发现，该处本为华界土地，原有的华界界石被移除。为此，工巡捐局委托管辖该处的江苏淞沪警察厅五区二分驻所前去核实，并恢复原样。10月20日，警局回函工巡捐局，称工部局拔去了警方重新树立的界石，并且在该处敷设下水管道。考虑到租界态度强硬，工巡捐局局长许人俊即时致函交涉员公署和时任松沪护军使何丰林。此后，在获得护军使署支持下，淞沪警察厅对该区域加强巡逻。10月27日，交涉署致函上海领事团代理领袖领事的日本总领事船津辰一郎。10月31日，闸北地方自治筹备会致函上海各机关，请求政府保护界石。11月3日，工部局一度停止施工。11月5日，潘明训等人为转移视线，请英商通和洋行代为树立界石，所以工部局恢复福生路下水道的施工。工巡捐局为此要求淞沪警察厅增派警员驻守。

### 事态升级
11月13日，有两名外籍人士带领十余位小工在东新民路东首进行施工作业。岗警前去交涉，为首的外籍人士霍笔根表示自己是由工部局工程司哈巴委派，前来修路作业。并且扬言，如果警察进行阻止，则工部局将出动万国商团进行弹压。因此，警方迅速呈报护军使署、交涉员公署和工巡捐局。闻讯后的闸北地区民众“异常激愤”，并于11月16日“相率集议对付方法”。同时，闸北的社会团体请求官方查办潘姓奸商。
官厅方面，交涉员与交涉署科长、工巡捐局局长、工程处主任一同前往勘察。由于当天正逢工部局董事会会议日，时任代理总办鲁和就上海领事团转交的交涉署公文进行了解释说明。鲁和表示是六合公司委托工部局修筑的，符合《土地章程》的规定。工部局董事会表示认可。翌日，闸北地区的18个社会团体请愿要求工巡捐局抢筑东新民路东首的道路。但工部局也不甘示弱，在虹口捕房的保护下，工部局工人打算将东新民路东首通往租界的竹门封死。在该区警员的劝阻下，工部局暂停了封门行动。20日，松沪护军使要求工巡捐局查清该处与租界的具体关系以及界石拔除的具体位置绘制图册以备核查交涉。翌日，工部局董事会为此召开特别会议，表示越界筑路的合法性，并要求工巡捐局停止相关行动。同日，工巡捐局则函请上海会丈局，暂时扣留六合公司的道契变更申请。
11月29日，《字林西报》发表措辞强硬的社论，对上海方面在华盛顿会议期间制造不和谐的事件表示非常遗憾。并借广州以前发生的中外冲突比喻上海当局本次的处理是损人不利己。

### 解决
12月4日，基于该案久拖未决，上海各团体委托徐乾麟面谒交涉员。8日下午二时半，闸北的22个社会团体于大统路闸北慈善团内集会，声言保卫国土。16日，外交部特派交涉员许沅与回沪的领袖领事英国总领事法雷斯进行交涉。随后，在沪各军政机构召开联席会议拟对措施。17日、19日两天，闸北各团体连续集会，讨论路界交涉事宜。在此声势下，原业主六合公司决定放弃转交地契用以筑路。12月30日，工部局董事会再度集会讨论，由于北京公使团并不支持租界以外与中国官方就置业问题发生冲突，而且此次事件并不直接牵涉外侨利益。因此决定拒绝六合公司的筑路要求。
1922年1月4日，工部局董事会最终决定，鉴于福生路延长线直达淞沪铁路而不会成为租界的主要道路，对于公共租界来说毫无价值。因此正式退回该路土地，发还业主，但须保证已敷设的下水道可以继续与靶子路的排水总管相连。筑路事件以华界交涉胜利告终。

## 轶事
事件发生最初，交涉公署进行第一次交涉时，首先是向英国驻上海总领事馆进行抗议。由于总领事法磊斯因故离沪，由康斯丁代理总领事一职。由于他对于上海外交事务不熟稔，先是把前来交涉的人员介绍到丹麦总领事处，之后又介绍到日本总领事处。加上对于工部局筑路占用土地的性质不熟，被工部局董事会在11月16日的例会上痛斥为极端无知。
外交事件发生后，闸北团体要求查清潘明训的祖坟，进行处置。英商怡和洋行买办潘澄波特地致信闸北各团体，表示虽然自己姓潘，但并非广东香山人，而是籍贯新会，与潘明训毫无瓜葛；自家祖坟在江湾屈家桥，请大家不要误认。